# ESO 593-8

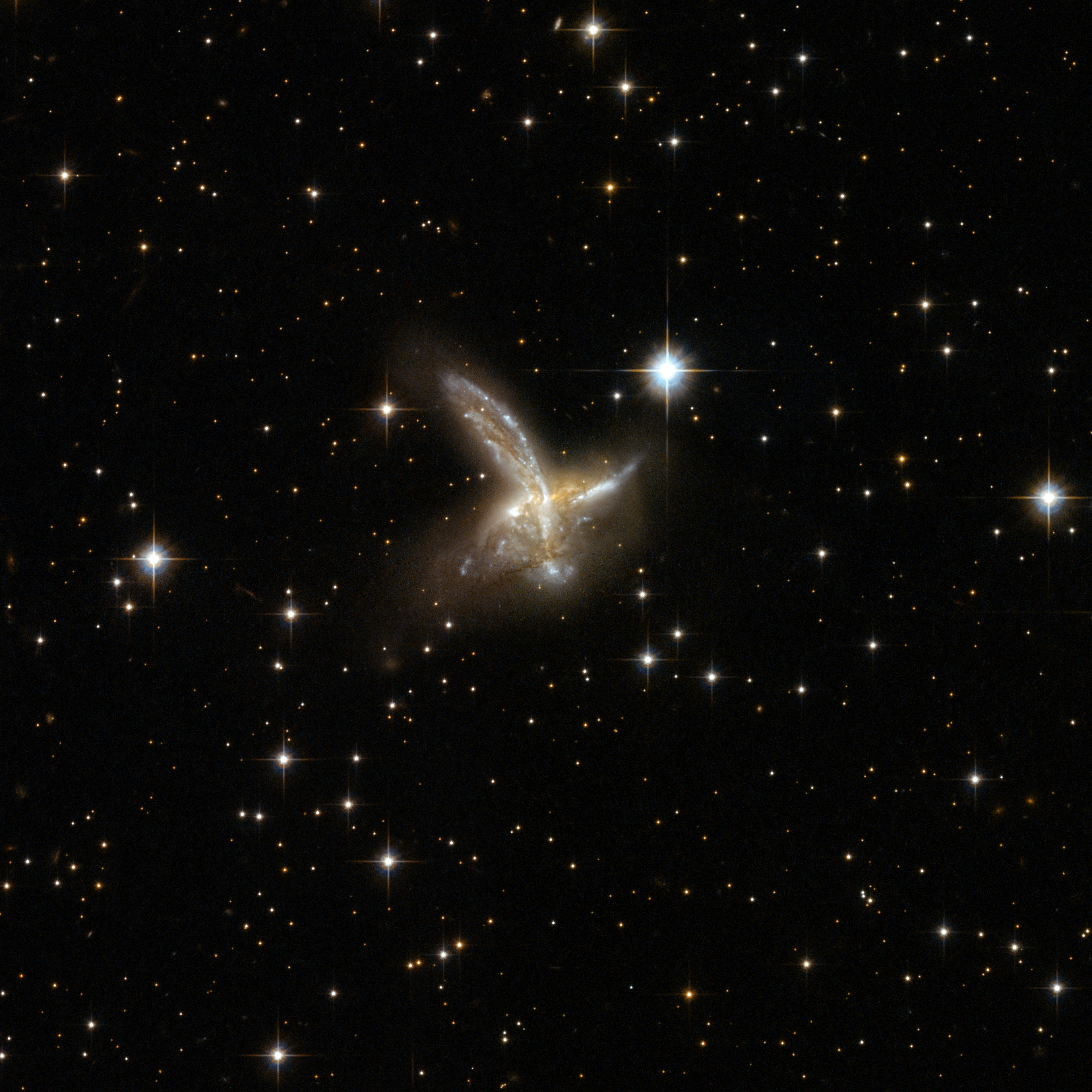
ESO 593-8

ESO 593-8 (также ESO 593-IG 008 или IRAS 19115-212, Птица) — группа взаимодействующих галактик в созвездии Стрельца на расстоянии около 650 млн световых лет от Солнца. Возникла при слиянии двух спиральных галактик и неправильной карликовой галактики, хотя первоначально объект считался результатом слияния спиральной галактикой с перемычкой и неправильной галактики. Получившаяся в результате галактика имеет размер почти как у Млечного Пути: около 100 тысяч световых лет в диаметре. Изображение галактик было получено телескопом Хаббл и опубликовано в апреле 2008 года. В Европейской южной обсерватории также было получено изображение галактик с помощью адаптивной оптики. Неправильная галактика, формирующая «голову птицы», проявляет признаки интенсивного звездообразования с темпом 200 масс Солнца в год. Эта галактика считается основным источником инфракрасного излучения в ESO 593-8, поэтому саму область относят к ярким инфракрасным галактикам. «Голова» и другие участки «Птицы» движутся со скоростью 400 км/с, что довольно много для сливающихся галактик.